# Angyali üdvözlet (Bikini)
Az Angyali üdvözlet a magyar Bikini együttes 2004-ben megjelent albuma, sorozatban a tizenegyedik nagylemeze (ha az Ős-Bikini albumokat is beleszámítjuk, akkor a tizenharmadik). Ez volt az utolsó lemez, amelynek készítésében Daczi Zsolt gitáros közreműködött.
A szerzemények közt található érzelmesebb dal, amely slágerré vált ("Angyali üdvözlet", "Veled akarok"), burkolt politikai kritikát megfogalmazó ("Utcabál", "Vadkeleti történet"), társadalomkritikus hangvételű ("Félnóta", "Zöldben a zöld, kékben a kék"), a Magyarországról Amerikába utazás témája ("Hív a messzeség"), és Rolls Frakció-feldolgozás ("Kilencszáz 64").
A lemez borítóján egy repülőgép található, a hátlapon pedig a zenekar egy repülőtéren. Az előlap borítója kihajtható, és így a teljes repülőgép képe látszik.

## Számok listája
| #  | Cím                          | Szerző                                      | Hossz |
| -- | ---------------------------- | ------------------------------------------- | ----- |
| 1  | Utcabál                      | Nagy Feró - Németh Alajos                   | 3:39  |
| 2  | Félnóta                      | Katona László - Németh Alajos               | 3:39  |
| 3  | Hív a messzeség              | D. Nagy Lajos - Németh Alajos               | 4:00  |
| 4  | Vadkeleti történet           | Németh Alajos - Trunkos András              | 4:35  |
| 5  | Angyali üdvözlet             | Katona László - Németh Alajos               | 5:04  |
| 6  | Láda sör az asztalomon       | Katona László - Németh Alajos               | 3:35  |
| 7  | Annyi mindent elhittem       | Jantyik Zsolt - Németh Alajos               | 5:02  |
| 8  | Zöldben a zöld, kékben a kék | D. Nagy Lajos - Németh Alajos               | 4:49  |
| 9  | Veled akarok...              | Katona László - Németh Alajos               | 4:24  |
| 10 | Kilencszáz 64                | Dévényi Ádám - Trunkos András - Tóth Miklós | 3:26  |

## Közreműködtek
- D. Nagy Lajos – ének, vokál
- Németh Alajos – basszusgitár, szintetizátor, programok
- Daczi Zsolt – gitár
- Mihalik Viktor – dob
- Makovics Dénes – szaxofon, fuvola
- Bördén Szabolcs – szintetizátor